# Sanctuary Records
Sanctuary Records je izdavačka tvrtka iz Velike Britanije, odjel Universal Recordsa. Do svibnja 2007. bila je najveća neovisna izdavačka kuća u Britaniji i najveća neovisna tvrtka koja se bavi glazbom u svijetu. Također je bila najveći neovisni vlasnik glazbenih autorskih prava, s više od 150000 pjesama. Tvrtku su osnovali 1976. Rod Smallwood i Andy Taylor, koji su se upoznali na Trinity Collegeu u Cambridgeu, gdje su potom zajedno organizirali plesna okupljanja za studente. Godine 1979. su (u londonskom pubu) otkrili Iron Maiden, kojima su kasnije bili menadžeri. Čak je i ime tvrtke poteklo od imena pjesme sastava "Sanctuary". 
Sanctuary Records je poznat po tome što uglavnom potpisuje ugovore s glazbenicima koji objećavaju na duge staze, koji su prije potpisivanja imali dugu karijeru te veliku skupinu ljubitelja.

## Sanctuary i Mathew Knowles
Mathew Knowles, Beyoncéin otac i menadžer grupe Destiny's Child, pridružio se tvrtki kao jedan od upravitelja 2003. godine, kada je Sanctuary kupio njegovu tvrtku Urban music. Unatoč tome, ovaj se potez pokazao kao pogrešan kada su albumi izvođača kao što su Bizzare, Ray J i De La Soul bili odloženi, a osnovna tvrtka je težila propasti.
Nakon restrukturiranja tvrtke 2006. godine, odlučeno je da Urban odjel u Americi više neće izdavati albume, sve dok u svibnju te godine Sanctuary nije donio odluku prodati agenciju za talente MW Entertainment Productions and Management natrag Knowlesu za 2.7 milijuna funti.

## MAMA
U srpnju 2006. godine bilo je prijavljeno da je MAMA, menadžerska tvrtka koja stoji iza Kaiser Chiefsa i Franz Ferdinanda, htjela da iznese ponudu za ovu tvrtku. Prodaja nije uspjela.

## Otkup
Dana 15. svibnja 2007. godine Universal Records obznanila je kako je postignut dogovor kupiti Sanctuary Records za 44,5 milijuna funti.

## Izvođači
- 3 Colours Red
- Aberfeldy
- Andy Bell
- Anthrax
- Apollyon Sun
- The Ataris
- Belle & Sebastian
- Billy Idol
- Bizarre - Urban Odjel
- Black Sabbath
- Blues Traveler
- Bruce Dickinson
- The Charlatans
- Corrosion of Conformity
- Dio
- Peter DiStefano
- DragonForce
- Drowning Pool
- De La Soul - Urban Odjel
- Earth, Wind and Fire - Urban Odjel
- Elton John
- Engerica
- Europe
- Fun Lovin' Criminals
- Gamma Ray
- The Gathering
- Thea Gilmore
- Gizmachi
- Gorky's Zygotic Mynci
- Gravity Kills
- Adam Green
- Groove Armada
- Guns N' Roses
- Helloween
- Idlewild
- illScarlett
- Iron Maiden
- Jane's Addiction
- Jimmy Chamberlin Complex
- Journey (band)
- King Crimson
- KISS
- Living Colour
- Lowgold
- Lynyrd Skynyrd
- Manic Street Preachers
- Meat Loaf
- Megadeth
- Ministry
- Morrissey
- Alison Moyet
- Jo O'Meara
- William Orbit
- Orange Goblin
- Dolores O'Riordan
- Kelly Osbourne
- Overkill
- Pet Shop Boys
- Pitchshifter
- Robert Plant
- Play
- Queensrÿche
- Ray J
- Rollins Band
- Saint Etienne
- Scorpions
- Simple Minds
- Status Quo
- Stratovarius
- Tangerine Dream
- The Cranberries
- The Strokes
- Super Furry Animals
- Ween
- Widespread Panic
- Neil Young
- Uriah Heep
- Tegan and Sara
- Venom
- Within Temptation
- Photek

## Vanjske poveznice
- Sanctuary Records, Službene stranice  Arhivirana inačica izvorne stranice od 15. lipnja 2006. (Wayback Machine)
- Službene stranice korporacije  Arhivirana inačica izvorne stranice od 3. veljače 2007. (Wayback Machine)
- Altsounds.com Profil Sanctuary Recordsa[neaktivna poveznica]